# Cnephasia incertana
Cnephasia incertana es una especie de polilla perteneciente al género Cnephasia, categorizada en la tribu Cnephasiini, de la subfamilia Tortricinae.

## Distribución
Se distribuye por Europa.

## Taxonomía
Fue descrita por Treitschke en 1835 y publicada por primera vez en (Sciaphila), Schmett. Eur. 10(3): 91.